# 9250 Chamberlin
9250 Chamberlin è un asteroide della fascia principale. Scoperto nel 1960, presenta un'orbita caratterizzata da un semiasse maggiore pari a 3,1338969 UA e da un'eccentricità di 0,1985573, inclinata di 19,34187° rispetto all'eclittica.
L'asteroide è dedicato allo statunitense Alan B. Chamberlin esperto di meccanica celeste al JPL.